# Pedro Monzón
Pedro Damián Monzón (* 23. Februar 1962 in Goya) ist ein ehemaliger argentinischer Fußballspieler und derzeitiger -trainer. Als Spieler war er unter anderem lange Zeit für Independiente Avellaneda aktiv und gewann mit dem Verein einige Titel. Zudem nahm er an der Fußball-Weltmeisterschaft 1990 teil.

## Karriere

### Vereinskarriere
Pedro Monzón, geboren 1962 in der Provinzstadt Goya, begann mit dem Fußballspielen beim Klub Unión de Santa Fe, wo er von 1980 bis 1981 ein Jahr lang unter Vertrag stand, aber nur auf sieben Einsätze in der ersten Mannschaft kam. Dennoch wurde er hierbei von Talentspähern des Spitzenvereins CA Independiente aus dem bonarenser Vorort Avellaneda entdeckt und zu diesem Klub gelotst. Im Trikot von Independiente hatte Monzón in den folgenden zehn Jahren bis 1991 seine erfolgreichste Zeit als Fußballspieler. Unter Trainer José Pastoriza und mit Spielern wie Néstor Clausen, Jorge Burruchaga oder Enzo Trossero gewann man im Jahre 1984 die Copa Libertadores durch einen Endspielsieg über Grêmio Porto Alegre. Wenig später gelang gegen den FC Liverpool auch der Gewinn des Weltpokals. Allerdings wirkte Monzón nicht als Stammspieler an diesen Erfolgen mit. Im Weltpokalspiel wurde er in der 74. Spielminute für Hugo Villaverde eingewechselt, in den beiden Endspielen um den Libertadores-Cup blieben ihm Einsätze verwehrt.
Insgesamt spielte Monzón von 1981 bis 1991 in 191 Ligaspielen für Independiente Avellaneda und erzielte dabei acht Tore. Zur Saison 1992 begann für ihn eine Reihe von kurzen Engagements bei verschiedenen Vereinen, wobei jedoch große Erfolge ausblieben. So spielte er in Ecuador für Barcelona SC Guayaquil, in Argentinien für CA Huracán, Quilmes AC sowie Atlético Tucumán, in Peru für Alianza Lima und in Chile für die Santiago Wanderers. Im Trikot der Wanderers endete 1996 die fußballerische Laufbahn von Monzón im Alter von 34 Jahren, nachdem er wegen Dopings gesperrt wurde.
Danach wurde er Trainer, große Erfolge blieben ihm aber in dieser Funktion bis heute verwehrt. Er coachte unter anderem die Chacarita Juniors in Argentinien, CD Veracruz in Mexiko und Club Olmedo in Ecuador. Als Trainer von Olmedo sorgte Monzón für Schlagzeilen, als man ihn nach einer Attacke gegen den Schiedsrichter für zwei Monate sperrte.

### Nationalmannschaft
Zwischen 1988 und 1990 brachte es Monzón auf insgesamt fünfzehn Länderspiele im Trikot der argentinischen Fußballnationalmannschaft. Von Nationaltrainer Carlos Bilardo wurde er – nachdem er bereits an den Olympischen Sommerspielen 1988 und an der Copa América 1989 teilgenommen hatte – ins Aufgebot der Südamerikaner für die Fußball-Weltmeisterschaft 1990 in Italien berufen. Im Turnierverlauf wurde Monzón in etwa der Hälfte der Spiele der argentinischen Mannschaft eingesetzt, so auch im Endspiel gegen Deutschland. In jenem Endspiel am 8. Juli 1990 im Olympiastadion von Rom wurde Monzón zur zweiten Halbzeit für Oscar Ruggeri eingewechselt. Zwanzig Minuten nach seiner Einwechslung musste der Verteidiger nach einem Foulspiel an Jürgen Klinsmann und einer daraus resultierenden roten Karte den Platz schon wieder verlassen. Er war damit der erste Spieler überhaupt, der in einem Endspiel um die Fußball-Weltmeisterschaft die rote Karte sah. Gut zwanzig Minuten später musste mit Gustavo Dezotti ein zweiter argentinischer Spieler den Platz verlassen. Schließlich ging das Team von Bilardo in dem Endspiel als Verlierer vom Platz und konnte den 1986 errungenen Titel nicht verteidigen. Sein einziges Länderspieltor schoss Monzón beim 1:1 gegen Rumänien bei der WM 1990.

## Erfolge
- Argentinische Meisterschaft: 2×

1983 und 1988/89 mit Independiente Avellaneda
- Copa Libertadores: 1×

1984 mit Independiente Avellaneda
- Weltpokal: 1×

1984 mit Independiente Avellaneda
- Vize-Weltmeister 1990